# Jones
Jones je priimek več znanih ljudi:
- Alan Jones (*1946), avstralski dirkač Formule 1
- Alex(ander Emerick) Jones (*1974), ameriški skrajno desni radijski voditelj in znan teoretik zarot
- Allen Jones (*1937), britanski slikar (pop-art)
- Almut Gutter Jones (1923—2013), ameriški botanik nemškega rodu
- Andrieus Aristieus Jones (1862—1927), ameriški politik
- Ann Haydon-Jones (*1938), angleška tenisačica
- Asjha Jones - Bobby Jones (košarkar) - Caldwell Jones - Charles Jones - Damon Jones - Eddie Jones (košarkar) - Jumaine Jones - K. C. Jones - Popeye Jones - Sam Jones (košarkar) - Wali Jones, ameriški košarkarji
- Bomani Jones (*1980), ameriški radijski voditelj in televizijska osebnost
- Brian Jones (1938—2009), angleški pesnik
- Brian Jones (1942—1969), angleški kitarist in pevec, soustanovitelj Rolling Stones
- Catherine Zeta-Jones (*1969), irsko-valižanska igralka
- Cherie Jones (*1992), angleška alternativna pop pevka
- Chuck Jones (1911—2002), ameriški filmski animator, režiser in producent
- Conroy Jones (*2002), jamajški atlet, tekač
- David Charles Jones (1921—2013), ameriški general letalstva in načelnik skupnega generalštaba
- Davy Jones (1945—2012), angleško-ameriški igralec in pevec (The Monkees)
- Dean (Carroll) Jones (1931—2015), ameriški igralec
- Dean Mervyn Jones (1961—2020), avstralski igralec kriketa
- Derek C. Jones (*1946), ameriški ekonomist, univerzitetni predavatelj
- Desi Jones (1959—2024), jamajški bobnar
- Doug Jones (*1960), ameriški igralec kontortionist in mimik
- Dwight Jones (1952—2016), ameriški košarkar
- Earl Jones (*1964), ameriški atlet, tekač
- Elvin Jones (1927—2004), ameriški jazzovski bobnar
- Ernest Jones (1879—1958), angleški psihoanalitik
- Ernest Charles Jones (1819—1869), angleški književnik
- Esther Jones (*1969), ameriška atletinja
- Evan Jones (1927—2023), jamajški pesnik, dramatik, scenarist in zgodovinar
- Felicity Jones (*1983), angleška igralka
- Flynn Earl Jones (*1982), ameriški igralec
- Gemma (Jennifer) Jones (*1942), angleška igralka
- George Jones (1896—1992), avstralski vojaški pilot, letalski as
- George Jones (1931—2013), ameriški countryjevski glasbenik, pevec in tekstopicec
- Grace Jones (*1948/52?), jamajško-ameriška pevka, model in filmska igralka
- Hank Jones (1918—2010), ameriški jazzovski pianist, aranžer in skladatelj
- Harold Spencer Jones (1890—1960), angleški astronom
- Hayes Jones (*1938), ameriški atlet
- Henry Arthur Jones (1851—1929), angleški dramatik
- Inigo Jones (1573—1652), angleški arhitekt
- Jack Jones (1884—1970), angleški književnik, sindikalist in politik
- James (Ramon) Jones (1921—1977), ameriški pisatelj
- James ("Jim") Jones (1931—1978), ameriški voditelj kulta in množični morilec
- James Earl Jones (1931—2024), ameriški igralec
- James L(ogan) Jones (*1943), ameriški general in politik
- Jamie Jones (*1980), angleški nogometaš
- Jamie Jones (*1988), valižanski igralec snookerja
- Jamie Leigh Jones (*1985), ustanoviteljica svetovalne službe za pomoč žrtvam posilstva
- Jennifer Jones Simon (1919—2009), ameriška igralka
- Jenny (Jennifer Grace) Jones (née Bew) (*1948), britanka laburistična političarka
- Jennifer Helen (Jenny) Jones (Baroness Jones of Moulsecoomb) (*1949), britanska političarka, ekologinja
- Jenny Jones (Janina Maria Stronski) (*1946), kanadska televizijska voditeljica in komičarka
- Jesse H. Jones (1874—1956), ameriški politik in podjetnik
- John Campbell-Jones (1930—2020), britanski dirkač Formule 1
- John Paul Jones (1747—1792), ameriški mornariški častnik škotskega rodu
- John Paul Jones (*John Baldwin, 1946), angleški rock glasbenik in producent
- John Thomas Jones, ameriški general
- John Wesley "Lam" Jones (1958—2019), ameriški atlet - tekač
- Jon(athan Dwight) Jones (*1987), ameriški borec mešanih borilnih veščin
- July Jones (pr. i. Julija Aljaž), slovenska pevka, besedilopiska in producentka (tudi v Angliji...)
- Kenney Jones (*1948), angleški bobnar
- Keziah Jones (*1968), francosko-nigerijski pevec, tekstopisec in kitarist
- Leonard Hamilton Howard-Jones (1905—1987), britanski general
- LeRoi Jones (1934—2014), ameriški pisatelj/književnik in afroameriški aktivist (1965 prevzel islamsko ime Imamu Amiri Baraka)
- Llewelyn Wansbrough-Jones (1900—1974), britanski general
- Lou Jones (*1945) ameriški fotograf
- Louis Jones (1932—2006), ameriški atlet
- Louis Prince (Blues Boy) Jones (1931—1984), ameriški R&B glasbenik
- Louis Clayton Jones (1935—2006), afroameriški odvetnik, zagovornik državljanskih pravic in črnskih aktivistov
- Major (James Brooks) Jones (*1953), ameriški košarkar
- Marcus Eugene Jones (1852—1934), ameriški botanik in geolog
- Marion Jones Farquhar (1879—1965), ameriška tenicačica
- Marion Jones (*1975), ameriška atletinja
- Mark Jones (1933—1958), angleški nogometaš
- Mick Jones (*1944), angleško-ameriški? rock kitarist in pevec (Foreigner)
- Mick Jones (Michael Geoffrey Jones) (*1955), britanski glasbenik, pevec, tekstopisec in producent; kitarist in soustanovitelj skupine The Clash
- Owen Jones (1809—1874), angleški arhitekt
- Paige Jones (*2002), ameriška smučarska skakalka
- Paul Jones (*1942), angleški pevec, igralec, harmonik, radijec in televizijski voditelj
- Patricia Jones (1930—2000), kanadska atletinja šprinterka
- Percy George Calvert-Jones (1884—1977), britanski general
- Popeye (Ronald Jerome) Jones (*1970), ameriški košarkar
- Quincy Jones Jr. (1933—2024), ameriški trobentač, glasbeni, filmski in televizijski producent, tekstopisec, skladatelj, aranžer
- Quincy Jones III (*1968), ameriški reper in glasbeni producent
- Renato William Jones, tudi R. William ali samo William Jones (1906—1981), britanski košarkarski funkcionar in popularizator košarke v Evropi in Aziji
- Richard Jones (1790—1855), angleški ekonomist
- Roderick Idrisyn Jones (1895—1970), britanski general
- Rupert Penry-Jones (*1970), angleški/britanski igralec
- (Jared) Seth Jones (*1994), ameriški hokejist
- Stanley D. Jones (*1948), ameriški botanik
- Stephen Phillip Jones (*1955), britanski rock and roll glasbenik
- Terry Jones (1942—2020), britanski (valižanski) filmski režiser
- Thad Jones (1923—1986), ameriški jazz trobentar
- Thomas Quinn Jones (*1978), ameriški igralec; nekdanji igralec ameriškega nogometa
- Thomas Rupert Jones (1819—1911), angleški geolog in paleontolog
- Thomas S. Jones, general
- Thomas S. Jones (1882—1932), ameriški pesnik
- Tom Jones – več oseb
  - Tom (Thomas) Jones (Woodward) (*1940), valižanski (britanski) pevec
- Tommy Lee Jones (*1946), ameriški filmski igralec
- Ulla Agneta Jones (née Andersson) (*1946), švedska fotografinja, igralka, pevka, kantavtorica
- Wil(liam) Jones (*1947), ameriški košarkar, generalni sekretar FIBE
- William Jones (1675—1749), valižanski matematik, znan predvsem po uporabil simbola π
- William Jones (1746—1794), angleški orientalist, indoevropski jezikoslovec, filolog
- William E. Jones, ameriški general letalstva
- William Edmondson "Grumble" Jones (1824–1864)  ameriški general (konfederacije - konjeniški)
- William M. Jones (1895—1969) kanadski vojaški častnik (major), predstavnik pri jugoslovanskem partizanskem poveljstvu
- William Jones (1924—2014), urugvajski veslač
- L.Q. Jones - Anissa Jones - Ben Jones (igralec) - Buck Jones - Carolyn Jones - Cherry Jones - Dean Jones (igralec) - Eddie Jones (igralec) - James Earl Jones - Janet Jones - January Jones - Jeffrey Jones - Kidada Jones - Lauren Jones - Mickey Jones - Orlando Jones - Rachida Jones - Robert Earl Jones - Sam J. Jones - Shirley Jones - Tommy Lee Jones (ameriški igralci)
- - Alan Walter Jones - Albert Monmouth Jones - David Charles Jones - Edwin Whiting Jones - Henry Lawrence Cullem Jones - James Logan Jones mlajši - Lloyd E. Jones - Thomas H. Jones - Thomas S. Jones - William E. Jones (ameriški generali)